# Zeche Monopol Schacht Grimberg 1/2

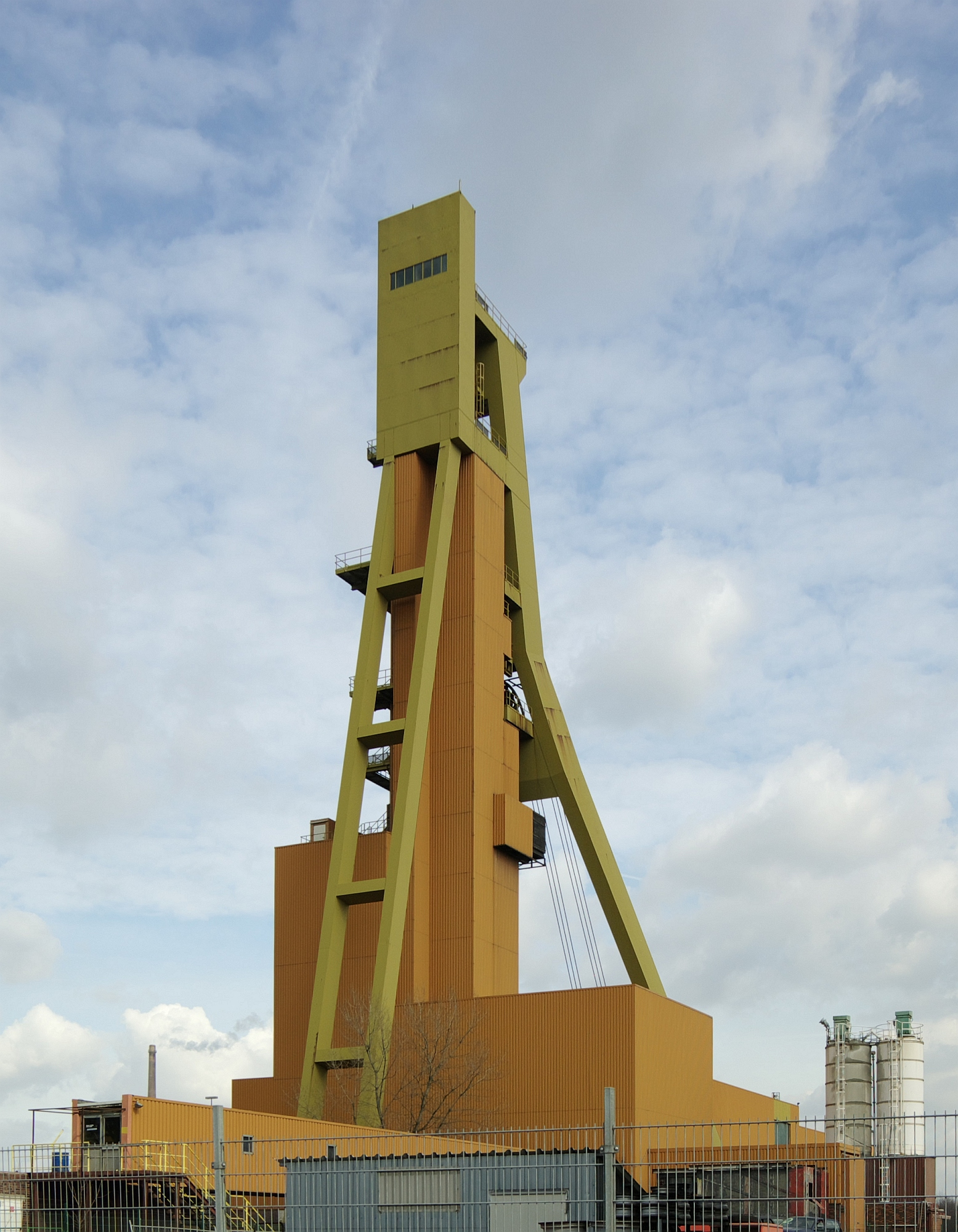
Fördergerüst der ehemaligen Zeche Monopol in Bergkamen

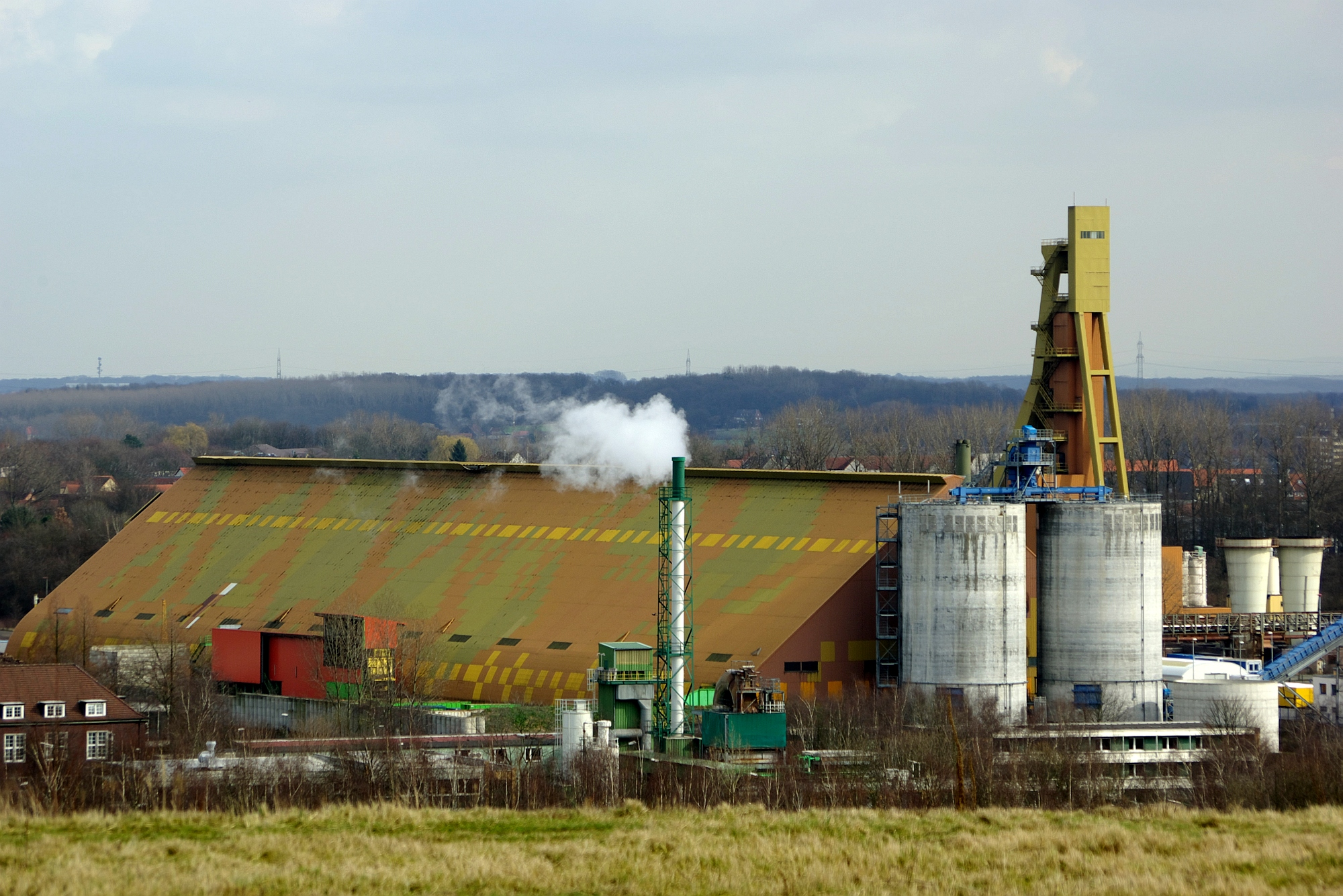
Die Aufbereitungshalle und Schacht Grimberg 2 von der Halde Großes Holz aus gesehen

Die Zeche Monopol Grimberg 1/2 war eines von drei Steinkohlebergwerken in Bergkamen. Es befand sich an der Erich-Ollenhauer-Straße und gehörte in der Folge zusammen mit Zeche Monopol Schacht Grimberg 3/4 zum Bergwerk Ost mit einer Grubenfeldgröße von 285 km².

## Geschichte
Schacht 1 wurde 1890 abgeteuft, 1891 erreichte er bei 453 m Teufe das Karbon. Die Förderung begann 1893. Im Jahre 1995 wurde der Schacht verfüllt. Der Förderturm über Schacht 1 wurde 1997/1998 abgerissen.
Der daneben liegende Schacht 2 wurde 1893 abgeteuft, 1894 ging er bei 82 m Teufe zu Bruch und neu angesetzt ging er 1896 in Betrieb. Ende der 1970er Jahre wurde Grimberg modernisiert, wobei auch der moderne Förderturm über Schacht 2 entstand. Nur wenige Jahre später wurde Grimberg mit den Zechen Haus Aden in Oberaden und Heinrich Robert in Hamm zusammengefasst und die Förderung in Bergkamen eingestellt. Schacht 2 wurde nun unter Denkmalschutz gestellt, der Förderturm mit Fördermaschine und die Schachthalle sollen der Öffentlichkeit zugänglich gemacht werden. Auch die Einrichtung eines Lehrstollens ist geplant.
Im Dezember 2019 wurde der Schacht Grimberg 2 mit einer Menge von ca. 36.000 Kubikmetern Beton verfüllt und somit dient er seither nicht mehr als Schacht für Wasserhaltung.
Heute haben sich auf dem Areal mehrere Recycling-Unternehmen angesiedelt.